# Daniel Frederik Eschricht
Daniel Frederik Eschricht (Copenaghen, 18 marzo 1798 – 22 febbraio 1863) è stato uno zoologo, fisiologo e anatomista danese ritenuto un'autorità negli studi sulle balene.

## Biografia
Si laureò in medicina nel 1822 dopo aver compiuto gli studi al Frederiks Hospital di Copenaghen. Fu allievo di François Magendie a Parigi a partire 1824-1825, redattore di una tesi sui nervi cranici, per poi proseguire gli studi con i principali naturalisti e anatomisti europei, tra cui Georges Cuvier. Nel 1829 entrò all'Università di Copenaghen e nel 1836 ottenne la cattedra di anatomia e fisiologia.
Un anno dopo la sua morte, il suo nome venne attribuito al genere di balena grigia Eschrichtius.
Nel 1861, Eschricht dissezionando un'orca rinvenne nel suo stomaco tredici focene e quattordici foche; l'episodio venne riportato da Jules Verne in Ventimila leghe sotto i mari.